# Paryrias
Paryrias Hampson, 1926, è un genere di lepidotteri appartenente alla famiglia Erebidae, diffuso in America Centrale.

## Specie
- P. agarrha Druce, 1890
- P. stygia Hampson, 1926